# 섬유모세포 성장 인자 23
섬유모세포 성장 인자 23(fibroblast growth factor 23, FGF-23)은 섬유모세포 성장 인자(FGF) 패밀리의 단백질이며 구성원으로, 혈장 내 인산염과 비타민 D 대사 조절에 참여한다. 인간의 경우 FGF23 유전자에 의해 부호화된다. FGF-23은 신장에서 인산염 재흡수를 감소시킨다. FGF23의 돌연변이는 활성을 증가시켜 상염색체 우성 저인산혈증성 구루병(autosomal dominant hypophosphatemic ricket)을 초래할 수 있다.

## 같이 보기
- 허파쐐기압
- 일산화탄소 확산능
- 섬유모세포 성장 인자
- 허파 동맥 카테터
- 줄기세포 오목